# Liste der Monuments historiques in Grézac
Die Liste der Monuments historiques in Grézac führt die Monuments historiques in der französischen Gemeinde Grézac auf.

## Liste der Bauwerke
| Bezeichnung          | Beschreibung            | Standort                 | Kennzeichnung | Schutzstatus | Datum     | Bild           |
| -------------------- | ----------------------- | ------------------------ | ------------- | ------------ | --------- | -------------- |
| Kirche St-Symphorien | 12. bis 14. Jahrhundert | Place de l’Église (Lage) | PA00104704    | Classé       | 1944 1945 | weitere Bilder |

## Liste der Objekte

### Kirche St-Symphorien
| Bezeichnung        | Beschreibung                                                  | Standort | Kennzeichnung | Schutzstatus | Datum | Bild |
| ------------------ | ------------------------------------------------------------- | -------- | ------------- | ------------ | ----- | ---- |
| Kreuzweg           | vierzehn Ölgemälde, 19. Jahrhundert                           | (Lage)   | PM17001302    | Inscrit      | 1982  |      |
| Grabplatte         | Fragment des Grabes von Guitton de Maulévrier; Stein, um 1480 | (Lage)   | PM17001561    | Inscrit      | 1989  |      |
| Gemälde Kreuzigung | Öl auf Leinwand, 18. Jahrhundert                              | (Lage)   | PM17001301    | Inscrit      | 1982  |      |
| Weihwasserbecken   | Stein                                                         | (Lage)   | PM17001303    | Inscrit      | 1982  |      |